# Майкан
Майкан (укр. Майкан) — небольшой остров на Дунае. Административно входит в Одесскую область Украины.
Расположен между украинским островом Салмановский и румынским островом Черновка. Между Майканом и Черновкой проходит государственная граница Румынии и Украины.
В 2010 году вокруг острова в СМИ разгорелись жаркие споры и обсуждения, связанные с возможной подачей Румынией заявки с претензиями на остров по причине изменения фарватера Дуная.

## Топографические карты
- Лист карты L-35-95 Килия. Масштаб: 1 : 100 000. Состояние местности на 1974 год. Издание 1984 г. (на карте не подписан)